# Alte Oder

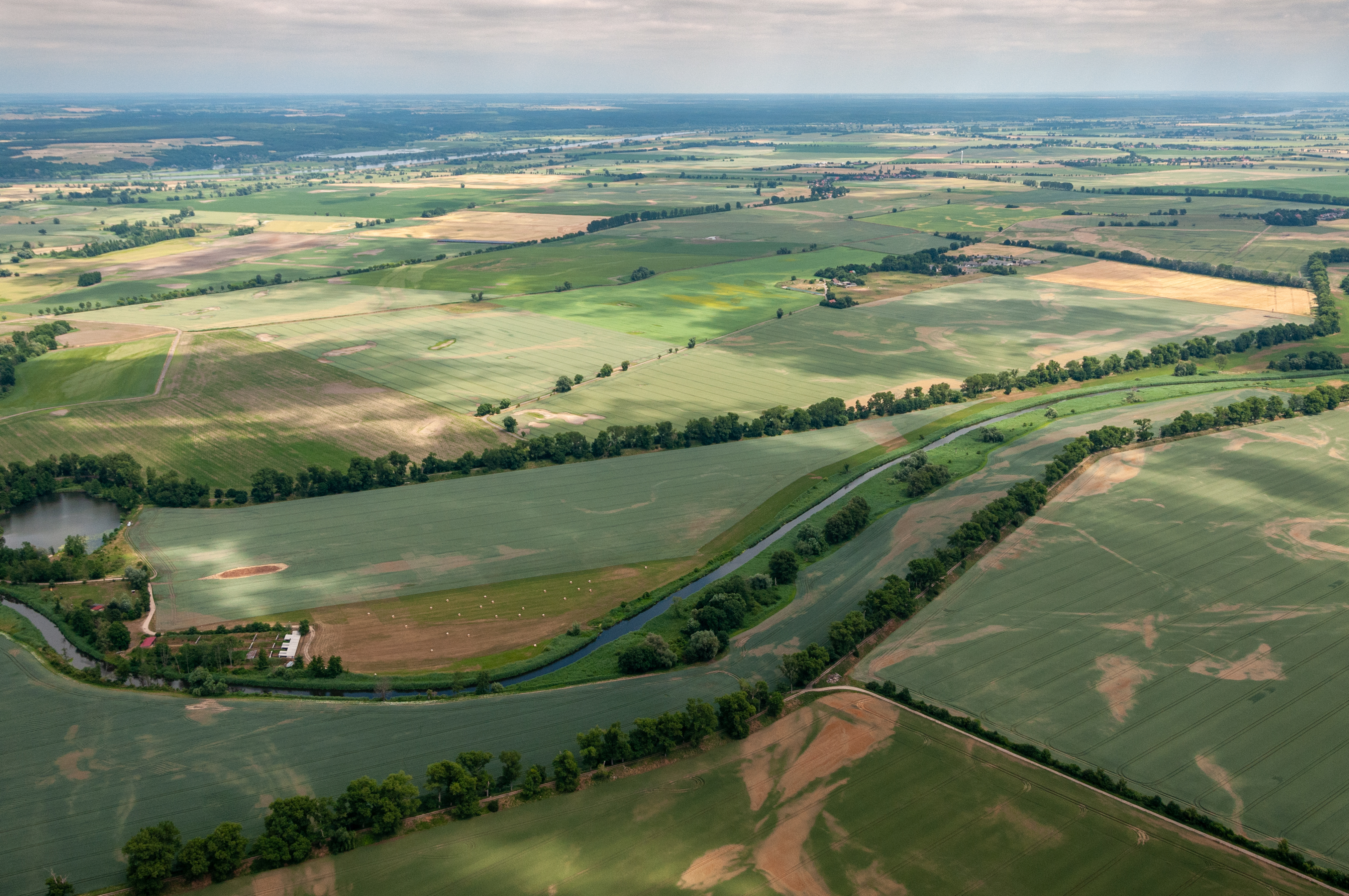
Wriezener Alte Oder nordöstlich von Bad Freienwalde, alte Flussläufe heben sich hell ab

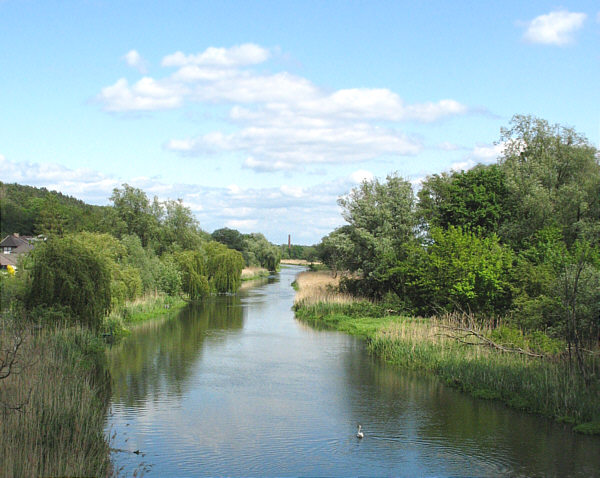
Wriezener Alte Oder bei Schiffmühle

Alte Oder ist die Bezeichnung zahlreicher alter Oderarme in Brandenburg (Deutschland), die durch den Bau von Durchstichen u. a. zur Vorflutverbesserung entstanden sind. Im 18. Jahrhundert wurde im Bereich des Oderbruchs zwischen Lebus und Hohensaaten und auch stromabwärts ein ganzes Durchstichs- und Eindeichungsprogramm durchgeführt.

## Güstebiese–Wriezen–Hohensaaten
Die Güstebieser (15 km) und die Wriezener Alte Oder (25 km) waren bis zum Bau des großen Durchstichs zwischen Güstebiese und Hohensaaten 1747–1753, des 21 Kilometer langen Oderkanals, Hauptstrom der Oder. Sie nehmen heute alles Oberflächenwasser aus dem Oderbruch auf, was durch die Absenkung des Wasserspiegels um ca. 3,5 m gegenüber dem Hauptstrom möglich wurde. Die Güstebieser Alte Oder beginnt am Oderdeich bei Güstebieser Loose und fließt nach Südwesten bis Wriezen. Von hier ist es die Wriezener Alte Oder, die sich nach Nordwesten wendet und zwischen der Stadt Bad Freienwalde (Oder) und ihrem Ortsteil Schiffmühle in einem weiten Bogen durch das Niedere Oderbruch (teilweise Naturschutzgebiet) westlich der Neuenhagener Insel nach Nordosten fließt.
Von Bralitz bis Oderberg (HOW-km 84,69) ist die Wriezener Alte Oder (WAO) auf 2,5 km Länge eine Bundeswasserstraße der Wasserstraßenklasse III; zuständig ist das Wasserstraßen- und Schifffahrtsamt Oder-Havel. Ab Oderberg nutzt die Havel-Oder-Wasserstraße den untersten 7,8 km langen Abschnitt der Alten Oder. Der Wasserspiegel dieser so genannten Oderhaltung liegt bei 1,2 m über NHN. Sie ist über die Hohensaatener Ostschleuse mit der zwei Meter höheren Oder (mittlerer Spiegel hier 3,24 m über NHN) verbunden. Der Wasserablauf erfolgt jedoch in die Hohensaaten-Friedrichsthaler Wasserstraße, deren Spiegel hier nur 0,4 m über NHN liegt und mit der die Oderhaltung durch ein Wehr und die Hohensaatener Westschleuse verbunden ist.

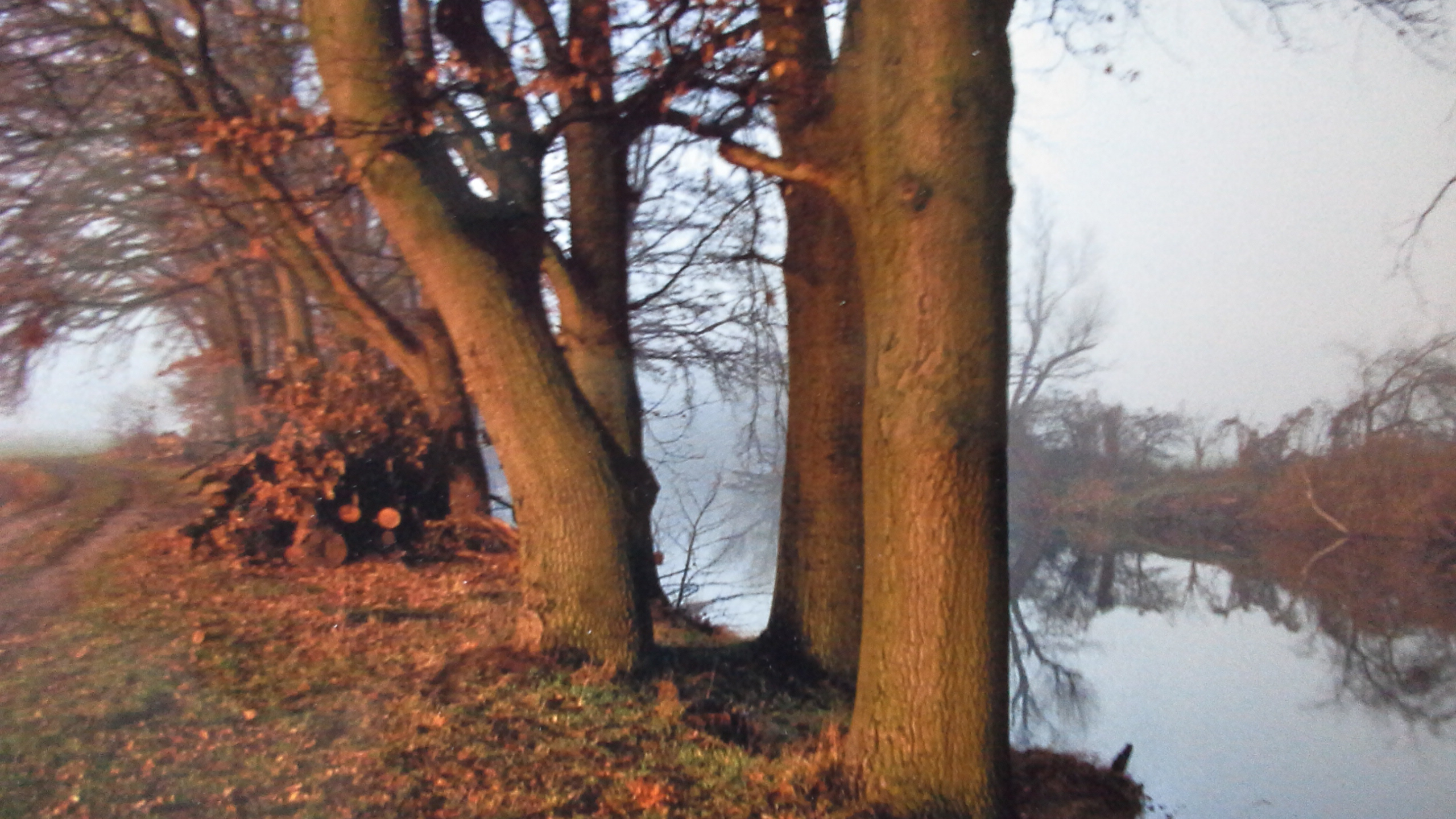
Alte Oder östlich von Golzow

Die ehemalige Kreisstadt Bad Freienwalde trägt noch heute den amtlichen Namen Bad Freienwalde (Oder), obwohl der Hauptstrom der Oder heute 8 km nordöstlich verläuft. Auch die Stadt Oderberg liegt 7 km westlich der heutigen Oder.

## Reitwein–Wriezen
Etwas länger, aber bedeutend kleiner ist die südliche Alte Oder, vor der Trockenlegung des Oderbruchs ein linker Nebenarm der Oder. Sie hat ihren heutigen Ursprung in der Nähe von Reitwein der ursprünglichen Verzweigung am Fuß des Reitweiner Sporns bei Lebus. Von dort fließt sie zunächst als Bullergraben und dann als Manschnower Alte Oder nordwärts, knickt dann nördlich von Gorgast scharf nach Westen ab und erreicht bei Gusow (nördlich Seelow) den Westrand der Niederung. Von hier verläuft sie in nordwestlicher Richtung und wird nördlich von Neuhardenberg als Quappendorfer Kanal geführt. Die letzten 13 Kilometer von der Mündung der Stöbber bis zur Einmündung in die Wriezener Alte Oder in Wriezen heißen Friedländer Strom.
Rund zwei Kilometer nordwestlich der Vereinigung von Stöbber und Quappendorfer Kanal fließt dem Friedländer Strom der Barschegraben (auch: Klostergraben) zu, der ein Feuchtbiotop in der Ringenwalder Heide über die Seenkette Dolgensee, Kesselsee, Lettinsee und Klostersee in den Strom entwässert.

## Weitere Oderläufe
Nordöstlich von Zechin gibt es noch Reststücke der ehemaligen etwa 4 km langen Alten Oder als Ergebnis des Durchstichs bei Genschmar von 1787, die aber weder mit der Oder noch untereinander verbunden sind.
Ein nicht mehr erkennbarer, historischer Oderlauf bildete die Grenze zwischen der Kurmark und der Neumark. Er lief von Güstebieser Loose, südlich Altwustrow, Altreetz nach Neutornow. Er bildete auch die Grenze des Altkreises Königsberg i.N. zum Kreis Oberbarnim (bis 1945).
Weitere Gewässer namens „Alte Oder“ gibt es bei Küstrin-Kietz (gegenüber Küstrin) seit 1736, aber auch in Frankfurt und im Nationalpark Unteres Odertal bei Criewen seit 1788 und bei Zützen.